# Akira Mutō
Akira Mutō (武藤 章, Mutō Akira), född 15 december 1892 i Hakusui, Kumamoto, död 23 december 1948 i Sugamofängelset i Tokyo, var en japansk generallöjtnant och dömd krigsförbrytare. Under andra världskriget deltog han i bland annat Nanjingmassakern och Manilamassakern. Efter kriget ställdes Mutō inför rätta vid Tokyoprocessen (1946–1948), dömdes till döden och avrättades genom hängning.